# Высокогорненское городское поселение
Высокого́рненское городско́е поселе́ние — муниципальное образование в Ванинском районе Хабаровского края России. 
Административный центр - посёлок городского типа Высокогорный.

## Население
| 2010  | 2011  | 2012  | 2013  | 2014  | 2015  | 2016  |
| ----- | ----- | ----- | ----- | ----- | ----- | ----- |
| 3427  | ↘3414 | ↘3369 | ↘3191 | ↗3198 | ↘3176 | ↘3125 |
| 2017  | 2018  | 2019  | 2020  | 2021  | 2023  |       |
| ↘3080 | ↘3004 | ↘2902 | ↘2840 | ↘2526 | ↘2458 |       |

## Населённые пункты
В состав поселения входят 5 населённых пунктов:
| № | Населённый пункт | Тип             | Население |
| - | ---------------- | --------------- | --------- |
| 1 | Высокогорный     | пгт             | ↘2357     |
| 2 | Датта            | посёлок станции | ↘7        |
| 3 | Косграмбо        | посёлок станции | ↘1        |
| 4 | Кузнецовский     | посёлок станции | ↘0        |
| 5 | Оунэ             | посёлок станции | ↘6        |